# 허큘리스자리 V777
허큘리스자리 V777(V777 Herculis)는 허큘리스자리에 위치한 백색 왜성이다.